# 乔治·戈弗雷·菲利普
乔治·戈弗雷·菲利普 CBE（George Godfrey Phillips，1900年6月7日—1965年10月24日）是一位來自英国的律师，1939年至1942年期間担任上海公共租界工部局总裁。

## 早年生活
他曾就讀於哈罗公学和剑桥大学三一学院。 1925年獲得律師執照。 

## 婚姻
1932年5月，菲利普结婚。 他和妻子育有两个儿子和一个女儿。 

## 上海公共租界工部局

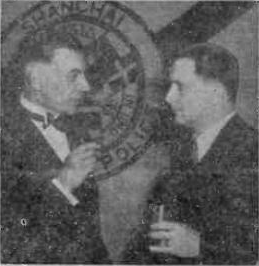
菲利普與樊克令，攝於1939年

1934年，菲利普移居上海，並於1936年担任上海公共租界工部局總辦，1939年兼任上海公共租界工部局總裁。 
1940年1月，菲利普开车上班時其車輛遭到3名中国男子槍擊。 
1941年12月8日，日军进驻上海公共租界，菲利普递交辞呈，1942年3月1日起不再擔任上海公共租界工部局總辦兼總裁。
1942年年中，菲利普返回英格兰。
1943年，由於曾在上海公共租界工部局擔任高級職務，菲利普獲頒大英帝國勳章。 

## 在英格兰的歲月
1943年，菲利普成為戰時內閣办公室的一員，不久又回到律師行業繼續幫別人打官司。 1946年，菲利普成为年利達律師事務所的合伙人。他后来又擔任Lazard的董事兼总经理、泰晤士报的董事，他還是多家工業類企業的董事会成员。他還當過哈罗公学的負責人。 

## 死亡
1965年10月24日，菲利普因病去世。 

## 更多阅读
- Gunboat Justice: British and American Law Courts in China and Japan (1842-1943) by Douglas Clark
- Shanghai: The Rise and Fall of a Decadent City, 1842-1949 by Stella Dong